# Route Tchanga
Route Tchanga ist ein Stadtviertel (französisch: quartier) im Arrondissement Niamey IV der Stadt Niamey in Niger.

## Geographie

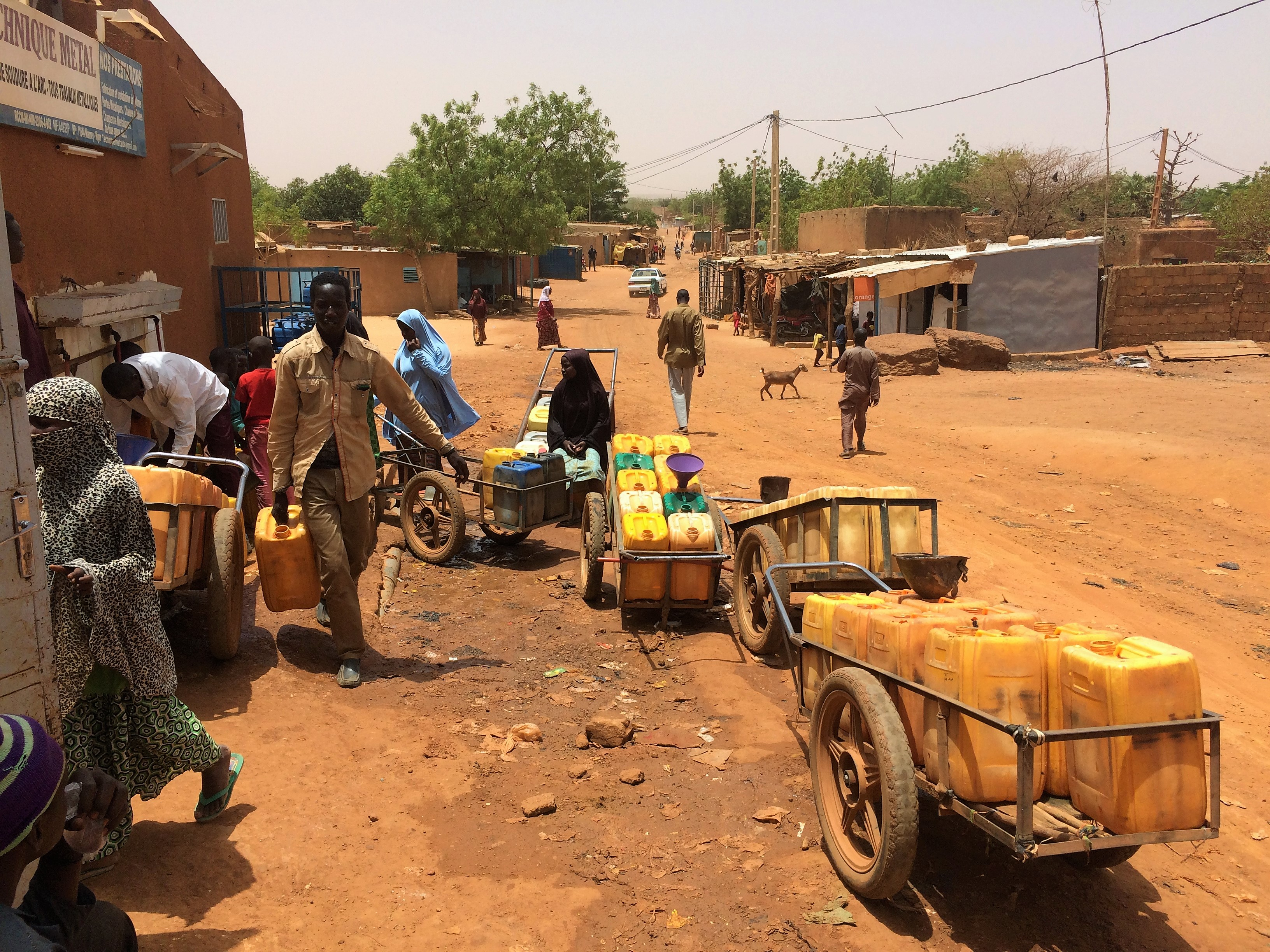
Eine Wasserentnahmestelle in Route Tchanga (2019)

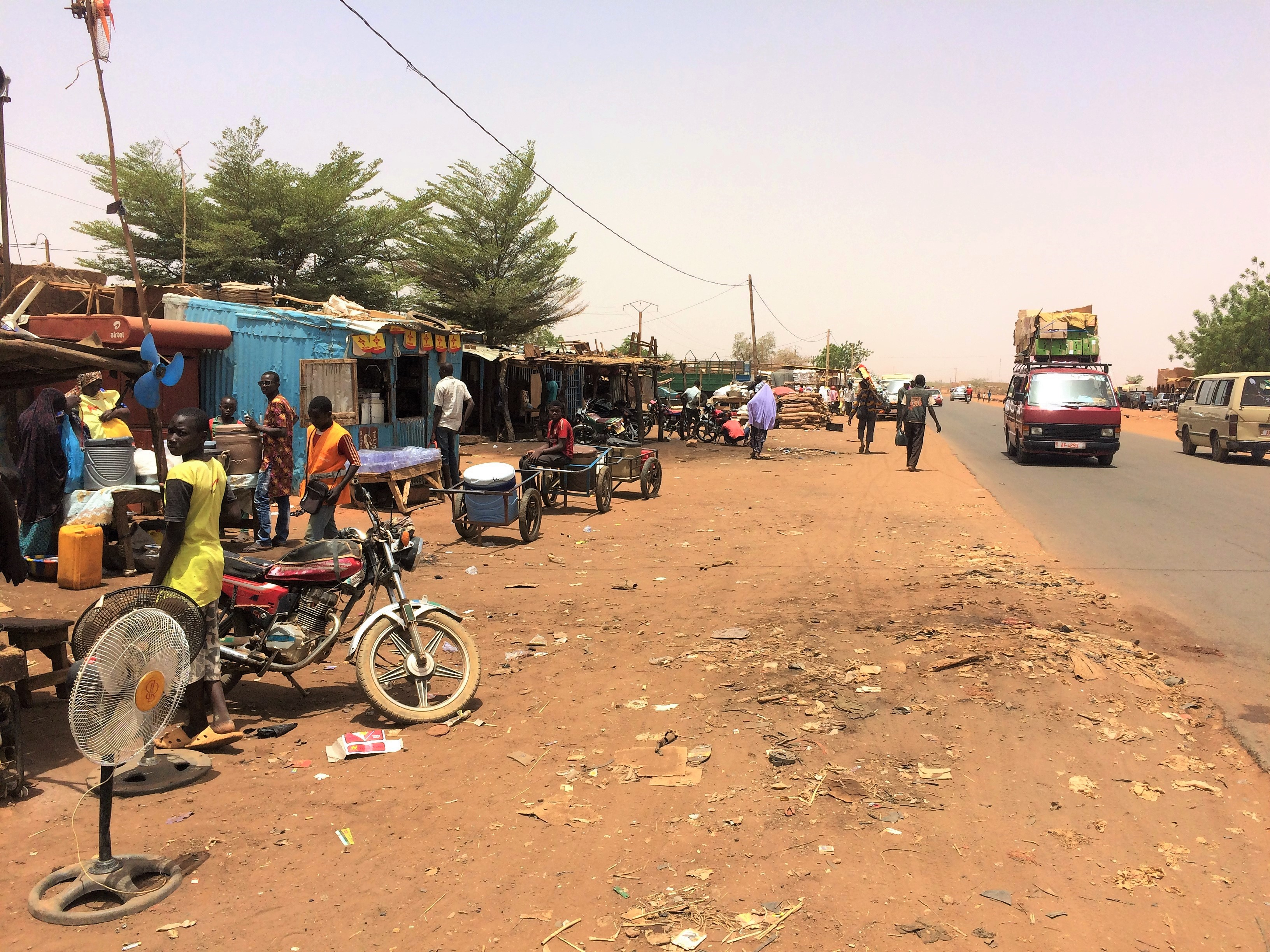
An der Nationalstraße 1 in Route Tchanga (2019)

Das Stadtviertel befindet sich an der Nationalstraße 1 am östlichen Rand des Gemeindegebiets von Niamey. Stadteinwärts liegen die Stadtviertel Aéroport I und Aéroport II. Die Böden in Route Tchanga sind stark eisenhaltig, wodurch keine Einsickerung möglich ist.

## Geschichte
Der Ortsname Route Tchanga kommt daher, dass Moumouni Boureima, der von 1997 bis 1999 Präfekt-Präsident des Gemeindeverbunds Niamey war und dessen Spitzname Tchanga lautet, hier Straßenbelag erneuern ließ.

## Bevölkerung
Bei der Volkszählung 2012 hatte Route Tchanga 1830 Einwohner, die in 277 Haushalten lebten.